# Comissão Nacional de Objeção de Consciência
Em Portugal, o reconhecimento do estatuto de objector de consciência compete à Comissão Nacional de Objecção de Consciência. O apoio técnico-administrativo ao funcionamento da Comissão Nacional de Objecção de Consciência é assegurado pelo Instituto Português do Desporto e Juventude e pelo Gabinete do Serviço Cívico dos Objectores de Consciência.